# Terc-butylbromid
Terc-butylbromid (systematický název 2-brom-2-methylpropan) je organická sloučenina se vzorcem (CH3)3CBr. Používá se v organické syntéze.
Tato látka se používá na výzkum deadenylace adeninových nukleosidů indukované alkylhalogenidy (halogenovanými alkany) za fyziologických podmínek. Způsobuje deguanylaci nukleosidů obsahujících guanin a deadenylaci nukleosidů obsahujících adenin.
Při teplotě kolem 95 K se vyskytuje v kosočtverečné fázi III, za teploty 213 až 223 K jako fáze II, která existuje společně s fází I, vyskytující se při 210–250 K. Byly také zkoumány fázové přeměny terc-butylbromidu při vysokých tlacích (až 300 MPa).